# San Germán (Buenos Aires)
San Germán es una localidad del sur de la provincia de Buenos Aires, Argentina, perteneciente al partido de Puan. La misma cuenta con una Delegación municipal.

## Población
Cuenta con 152 habitantes (Indec, 2010), lo que representa un descenso del 11% frente a los 171 habitantes (Indec, 2001) del censo anterior.
| Gráfica de evolución demográfica de San Germán entre 1991 y 2010 |
|                                                                  |
| Fuente: Censos nacionales del INDEC                              |

## Historia
El 3 de febrero de 1909 Camino Zacarías se dirigió al presidente del Departamento de Ingenieros Benjamín Salas, comunicándole la decisión de Juan Duglas de fundar un pueblo en los pueblos de su propiedad. El 23 de marzo de 1909 aprobar el plano definitivo del pueblo y Colonia San Germán. Reseña Histórica San Germán.
Una vez finalizada la Conquista al Desierto, la zona comprendida entre la Zanja de Alsina y el Meridiano V° fue dividida en cinco secciones de tierras públicas. El partido de Puan, dentro del cual se encuentra el pueblo de San Germán, integraba la 3° sección.
En 1883, Martín Berraondo compró al fisco seis lotes de 10 000 has., cuatro de ellas ubicadas en sección tercera (Partido de Puan). En 1889 quedó formada la sucesión de Martín Berraondo, y en 1909 dicha sucesión vendió a Juan Chapar una fracción de campo de 13982 has. El 3 de febrero de 1909 Camino Zacarías se dirigió al presidente del Departamento de Ingenieros Benjamín Salas, comunicándole la decisión de Juan Duglas de fundar un pueblo en los pueblos de su propiedad. En la fecha mencionada, Juan Chapan decidió ceder los terrenos para edificios públicos, como iglesia, escuela y otras reposiciones. El Poder ejecutivo resolvió, el 23 de marzo de 1909 aprobar el plano definitivo del pueblo y Colonia San Germán.
Hemos podido comprobar que el nombre se debe a un hijo de Doña Juana B. De Berraondo, hecho corroborado en la carpeta de planos N.º 1, folio 20 del Partido de Puan, donde aparece un propietario de Nombre de GERMÁN F. Berraondo.
Es en esta zona de montes y caminos arenosos por los que se accede a la laguna Chasicó, compartida con el Partido de Villarino y ampliamente reconocida por la pesca del pejerrey. La misma se encuentra a 60 km.de la localidad de San Germán.
Esta localidad se encuentra a 123 km de la ciudad. Cuenta con 215 habitantes.
Dentro de las particularidades podemos encontrar algunas casas construidas íntegramente en piedra y el viejo conventillo.
Otros lugares de interés son:
Planta de Acopio de Cereales, construida en 1966, con una capacidad de 3000 toneladas.
Club Deportivo y Cultural San Germán.
Plaza Rivadavia.
Capilla San Germán.
Cuenta además con una estación de servicio y el Restaurante "San Germán" a la vera de la ruta. Hacia el sur del distrito, por la ruta provincial 35, el paisaje cambia, un relieve más ondulado, quiebra el horizonte, aquí se hace presente “El Espinal” de características únicas en la región, ideal para la caza.
- Datos: Q9073458